# Xestia rikovskensis
Xestia rikovskensis là một loài bướm đêm trong họ Noctuidae.